# Eygló Harðardóttir

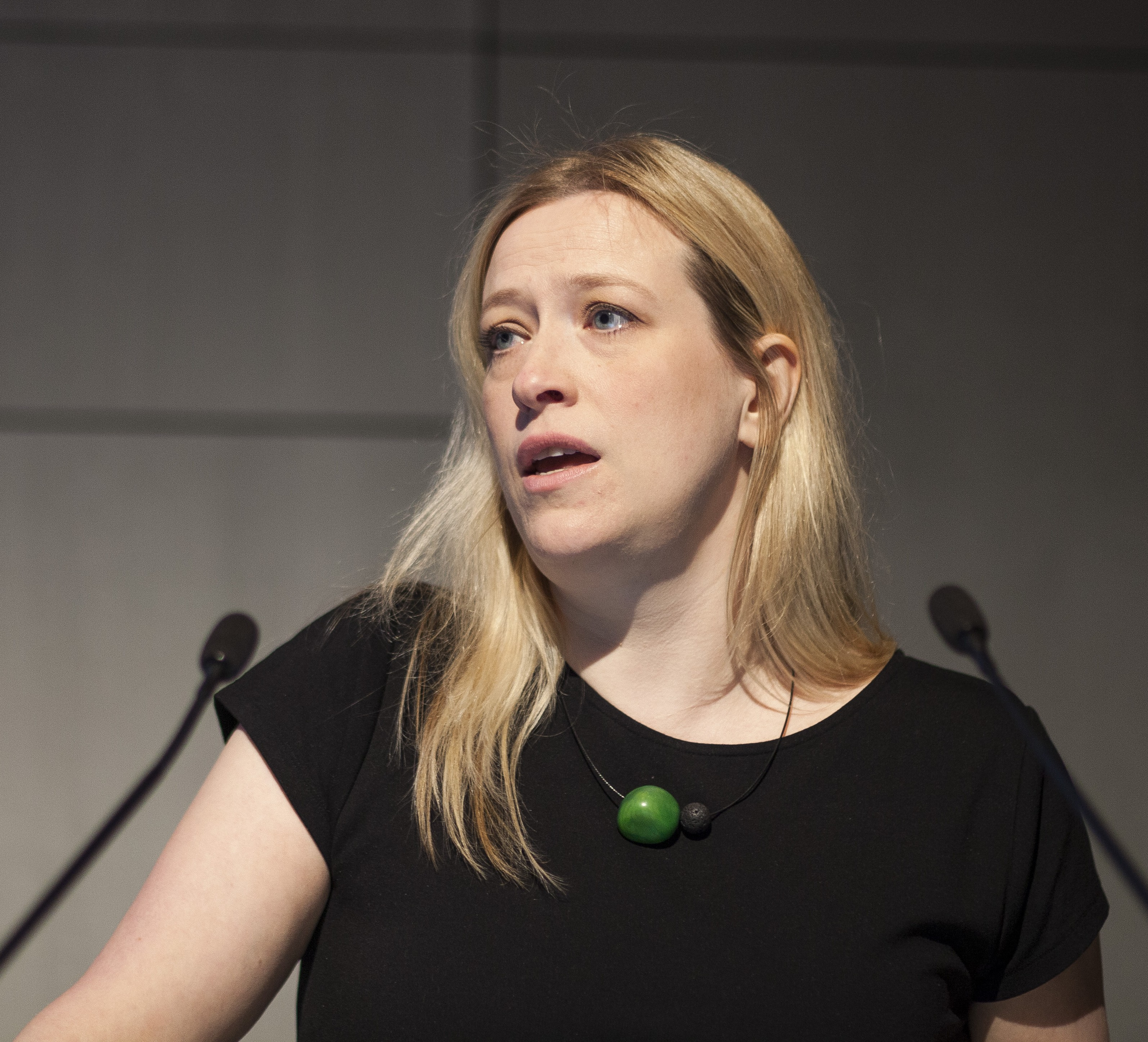
Eygló Harðardóttir (2014)

Eygló Harðardóttir (deutsche Transkription Eyglo Hardardottir, * 12. Dezember 1972 in Reykjavík) ist eine isländische Politikerin (Fortschrittspartei).
Sie war seit 2008 Abgeordnete des isländischen Parlaments Althing, von 2008 bis 2013 für den Südlichen Wahlkreis und seit 2013 für den Südwestlichen Wahlkreis. Seit dem 23. Mai 2013 war sie Ministerin für Soziales und Wohnen, zunächst im Kabinett Sigmundur Davíð Gunnlaugsson, seit April 2016 im Kabinett Sigurður Ingi Jóhannsson. Die Fortschrittspartei war an der Regierungskoalition von Bjarni Benediktsson, die am 11. Januar 2017 eingesetzt wurde, nicht beteiligt, womit auch Eygló Harðardóttir nicht mehr der Regierung angehörte. Ihr Nachfolger war Þorsteinn Víglundsson (Viðreisn), dessen Ressort nun als Ministerium für Soziales und Gleichberechtigung bezeichnet wird.
Seit der Wahl 2009 war sie Mitglied in den Ausschüssen für Handel (bis 2013) und für Bildung (bis 2011). Von 2011 bis 2012 war sie Mitglied im Ausschuss für Wohlfahrt. Davor war sie 2008–09 Mitglied der Ausschüsse für Umwelt, Gesundheit und Industrie.
Zur vorgezogenen Parlamentswahl vom 28. Oktober 2017 ist Eygló Harðardóttir nicht mehr angetreten.